# 斯捷普諾耶區
44°16′N 44°35′E / 44.267°N 44.583°E
斯捷普諾耶區（俄语：Степновский район），是俄羅斯的一個區，位於該國西南部，由斯塔夫羅波爾邊疆區負責管轄，面積1,887平方公里，2010年人口22,192，人口密度每平方公里11.76人。